# Millettia harmsiana
Millettia harmsiana är en ärtväxtart som beskrevs av De Wild. Millettia harmsiana ingår i släktet Millettia och familjen ärtväxter. Inga underarter finns listade i Catalogue of Life.